# Armin Hahne
Armin Hahne (ur. 10 września 1955 roku w Moers) – niemiecki kierowca wyścigowy.

## Kariera
Hahne rozpoczął karierę w międzynarodowych wyścigach samochodowych w 1976 roku od startów w German Racing Championship. Z dorobkiem czterech punktów został sklasyfikowany na 38 pozycji w klasyfikacji generalnej. W późniejszych latach Niemiec pojawiał się także w stawce Europejskiej Formuły 2, World Challenge for Endurance Drivers, FIA World Endurance Championship, Australian Endurance Championship, Deutsche Tourenwagen Meisterschaft, European Touring Car Championship, World Touring Car Championship, World Sports-Prototype Championship, Asia-Pacific Touring Car Championship, Sandown 500, Tooheys 1000, Italian Touring Car Championship, British Touring Car Championship, 24-godzinnego wyścigu Le Mans, ADAC GT Cup, Japanese Touring Car Championship, FIA Touring Car World Cup, Super Tourenwagen Cup, German Touring Car Challenge, FIA GT Championship, Autobacs Cup All Japan GT Championship, 24h Nürburgring oraz VLN Endurance.